# Tanggungharjo (Grobogan)
Tanggungharjo is een bestuurslaag in het regentschap Grobogan van de provincie Midden-Java, Indonesië. Tanggungharjo telt 6175 inwoners (volkstelling 2010).